# Magic (Kylie Minogue-dal)
A Magic című dal az ausztrál énekesnő, Kylie Minogue második kimásolt kislemeze a 2020-ban megjelent Disco című 15. stúdióalbumról. A dalt a BMG  és a Darenote jelentette meg 2020. szeptember 24-én. A dalt Minogue Michelle Buzz-zal, és Teemu Brunilával közösen írta. A dal producerei Daniel Davidsen és Peter Wallevik voltak, akik a PhD nevű formáció tagjai. A "Magic" egy disco-pop dal, mely hangszerelése kürtös hangszerekből, vonósokból, tapsból, és staccato billentyűs hangszerekből áll. A dal lírailag egy szebb jövő reményteli üzenetét közvetíti.
A zenekritikusok pozitívan értékelték a dalt, és néhányan Minogue – a klubéletbe – való visszatéréseként jellemezték. A "Magic" megjelenése után a magyarországi és skóciai kislemezlistán Top 10-es helyezést ért el, és az 57. lett a brit kislemezlistán. Az amerikai US Hot Dance/Electronic Song listán a 17. helyig jutott. A dal klipjét Sophie Muller rendezte, és a londoni Fabric klubban forgatták, ahol Minogue több táncos kíséretében táncol. Minogue a dalt az Egyesült Királyságban a The Graham Norton Show-ban, illetve a Stephen Colbert The Late Showjában adta elő az Egyesült Államokban.

## Megjelenés
2020. július 21-én a sajtó arról számolt be, hogy Kylie Minogue 15. stúdióalbuma, a "Disco" az év második felében jelenik meg. Az album vezető kislemezének a Say Something megjelenését követően, szeptember 21-én Minogue a közösségi média platformjait használta fel, hogy felfedje a "Magic" című dalát. A borítón Minogue retro és technicolor közeli felvételen látható.
A dal szeptember 24-én debütált a The Zoe Ball Breakfast Show műsorában, és ugyanezen a napon reggel 8 órakor jelent meg a zenei szolgáltatóknál. A dal single edit változata vált elérhetővé, míg a "Say Something" mellett a dal vágott változata vált elérhetővé a streaming szolgáltatóknál. Az énekesnő népszerűsítette a kislemezt, mialatt interjút adott a Smallzy's Surgery műsornak az ausztrál Nova 96.9 rádióállomáson. A "Magic" Purple Disco Machine remixe a dal extended változata mellett október 9-én jelent meg. A dal 7" inches kislemezen, valamint a Disco deluxe kiadásában szereplő "Till You Love Somebody" című dal november 6-án jelent meg világszerte.

## Összetétel
A "Magic" egy tánc-orientált diszkó és popdal. Az album változat 4 perc 10 másodperces míg a single verzió 3 perc 34 másodpercig tart. A dalt Minogue Michelle Buzz-zal, és Teemu Brunilával közösen írta. A dal producerei Daniel Davidsen, és Peter Wallevik voltak, ahik a PhD együttes tagjai. Davidsen és Wallevik nevéhez fűződnek a dobprogramok is, valamint hangmérnökként is tevékenykedtek a produkciónál, illetve Davidsen gitáron is játszott, míg Wallevik a billentyűs hangszerekért volt a felelős. A dal kürtös hangszerekből, funky elemekből, és staccato billentyűs hangszerekből áll. Joey Nolfi az Entertainment Weekly munkatársa az alábbi jelzőkkel illette a dalt: "Könnyű, mint a toll", majd megjegyezte, hogy a dal "szüreti tisztelgés a 70-es évek dancefloor groovy csillogása előtt.
A "Magic" egy vidám dal, mely lírailag egy reményteli üzenetet hordoz magában egy szebb jövőről. Jackson Langford, az MTV Australi munkatársa szerint a dalban Minogue elhiteti a hallgatóval, hogy minden tragédiában van egy vigasztalás. "Akár akarod, akár nem,megragadja a kezed, és levegővételre kényszerít. Nézd a csillagokat, és táncolj." A dal úgy kezdődik: "I feel like anything could happen, the stars look different tonight" before transitioning to the chorus, "Dancing together, ain’t nothing that could be better. Tomorrow don’t matter, we’ll make the night last forеver — so, do you believe in magic?" Mike Wass az Idolator-tól három perc tiszta boldogságnak nevezte a dalt.

## Kritikák
Robin Murray, a Clash zenei laptól a dalt egy "lendületes, ihletett visszatérésnek nevezte, mely a klubkultúra átalakító erejének ódája. Quentin Harrison az Albumism munkatársa úgy jellemezte a dalt, mint tisztelgést az 1975-ös német Silver Convention "Fly Robin Fly" című dala előtt, majd így folytatja: "A "Magic" kompozíciója, és dallama a groove fenséges  házasságával büszkélkedhet. Harrison szintén dicsérte Minogue énekhangját, különösen az előadásának érzékletességét.
Az Attitude nevű zenei lap a dalt "egy szelet popmágiaként" jellemezte, és megjegyezte, hogy jobban hajlik a dal az album műfaji névrokonának funky stílusára, mint az előző "Say Something" című dal. A "Magic"-ot Minogue előző kislemezével összehasonlítva Justin Curto (Vulture) úgy érezte, hogy a dal könnyebb, mint a "Say Something" című kislemez a kórus,. és kürtszekcióval.

### Év végi összesítések
| Kritika/Kiadvány | Slágerlista                     | Rang | Ref.   |
| ---------------- | ------------------------------- | ---- | ------ |
| Billboard        | The 25 Best Dance Songs of 2020 | 18   | [ 18 ] |
| CBC Music        | Best Disco Songs of 2020        | N/A  | [ 19 ] |

## Számlista
| Digitális letöltés 1. "Magic" – 4:10 Digitális letöltés– single version 1. "Magic" (single version) – 3:34 Streaming bundle 1. "Magic" (single version) – 3:34 2. "Magic" – 4:11 3. "Say Something" – 3:32 | 7" kislemez Cat no: 538643871 1. "Magic" 2. "Till You Love Somebody" Purple Disco Machine Remix 1. "Magic" (Purple Disco Machine Remix) – 3:35 2. "Magic" (Purple Disco Machine Extended Mix) – 5:06 |

Egyéb hivatalos remixek
- "Magic" (Nick Reach Up Remix) – 3:10[26]
- "Magic" (Nick Reach Up Extended Mix) – 5:36[27]

## Slágerlista
| Slágerlista (2020–2021)                   | Legmagasabb helyezés |
| ----------------------------------------- | -------------------- |
| Australia Airplay (Radiomonitor)          | 58                   |
| Australia Artist Singles (ARIA)           | 20                   |
| Australia Digital Song Sales (Billboard)  | 5                    |
| Belgium (Ultratip Flanders)               | 17                   |
| Belgium (Ultratop 50 Wallonia)            | 19                   |
| Croatia (HRT)                             | 53                   |
| Euro Digital Song Sales (Billboard)       | 10                   |
| Finnish Airplay (Radiosoittolista)        | 19                   |
| Magyarország (Single Top 40)              | 10                   |
| Mexico Ingles Airplay (Billboard)         | 8                    |
| New Zealand Hot Singles (RMNZ)            | 28                   |
| Skócia (Scottish Singles Top 40)          | 2                    |
| Serbia (Radiomonitor)                     | 18                   |
| Szlovákia (Rádio Top 100)                 | 99                   |
| Egyesült Királyság (UK Singles Chart)     | 53                   |
| Egyesült Királyság (UK Indie Chart)       | 7                    |
| Uruguay Anglo (Monitor Latino)            | 18                   |
| US Hot Dance/Electronic Songs (Billboard) | 17                   |

## Megjelenések
| Ország           | Dátum                | Formátum(ok)               | Változat                     | Label(s)     | Ref.   |
| ---------------- | -------------------- | -------------------------- | ---------------------------- | ------------ | ------ |
| Különböző        | 2020. szeptember 24. | Digital download streaming | Original                     | BMG Darenote |        |
| Különböző        | 2020. október 9.     | Digital download streaming | Purple Disco Machine remix   | BMG Darenote | [ 25 ] |
| Különböző        | 2020. október 23.    | Digital download streaming | Nick Reach Up remix          | BMG Darenote | [ 46 ] |
| Különböző        | 2020. október 30.    | Digital download streaming | Apple Music at Home Sessions | BMG Darenote | [ 47 ] |
| Különböző        | 2020. november 6.    | 7" kislemez                | Original                     | BMG Darenote | [ 23 ] |
| Egyesült Államok | 2021. január 5.      | Dance radio                | Original                     | BMG          | [ 48 ] |